# Parc Élisabeth
Le parc Élisabeth (en néerlandais : Elisabethpark) est un espace vert bruxellois de 21 ha situé à Koekelberg. Il est nommé en l’honneur de la reine des Belges, Élisabeth.
Ce parc constitue un lieu de promenade et une aire de repos tout en longueur, comparable à celle du parc du Cinquantenaire, alternant pelouses et massifs d'érables sycomores imposants et de buissons. Le tracé du parc Élisabeth évoque le monogramme du roi Léopold II, sous le règne duquel il fut conçu dans la perspective de la basilique de Koekelberg et du majestueux Boulevard Léopold II.
Le Parc Élisabeth est un site protégé par la Région de Bruxelles-Capitale depuis le 14 juillet 2006. Le lieu accueille le festival de musique Plazei et a accueilli de 1992 à 2006 les quatorze premières éditions de l'Euroferia.
À une certaine époque, alors que les lieux n'étaient encore que des prairies, des bergers et fermiers du haut de la commune venaient y faire paître leurs brebis.

## Voie d'accès par métro
| ___ | Ce site est desservi par la station de métro : Simonis. |

| ___ | Ce site est desservi par la station de métro : Elisabeth. |